# Terry Berg
Terry Berg è un personaggio immaginario dell'Universo DC che comparve per la prima volta in Green Lantern vol. 3 n. 129 (ottobre 2000).

## Biografia del personaggio
Terry Berg è un internista di diciassette anni per il giornale Feast, e lavora come assistente di Kyle Rayner. Nato e cresciuto a New York, Terry passa si gode il tempo sul veloce posto di lavoro, più che altro perché lo tiene lontano dalla sua tremenda famiglia e dalla vita di scuola, nessuna delle quali sembra essere tollerante nei confronti di un adolescente gay dichiarato. I suoi genitori non lo accettano a pieno, e Terry si rivolge spesso a Kyle per un supporto e una guida, e sembrava del tutto ignaro della doppia vita del suo capo sotto le vesti di Lanterna Verde (si scoprì più avanti che lo aveva sempre saputo, ma che non aveva mai detto nulla in segno di rispetto verso il suo capo e amico). Terry ha una cotta per Kyle da lungo tempo, e fu spesso geloso delle sue relazioni con le ragazze (in particolare di quella con Jade). Dopo essere uscito con Kyle qualche volta, Terry accettò che sarebbero dovuti rimanere solo amici e con il tempo riuscì anche a sviluppare una profonda amicizia con Jade.
Dopo essere uscito qualche tempo più in là, Terry cominciò a frequentare un ragazzo di nome David, che sembrava tenere a lui in modo particolare. Questa relazione, però, ebbe un effetto inverso, quando Terry fu visto baciare David fuori da un club gay dai membri di una gang. David e Terry si diedero alla fuga, ma finirono per separarsi. Terry fu trovato poco dopo da David e fu portato di corsa in ospedale. La sua storia divenne una notizia nazionale, e anche il Presidente Luthor affermò il suo disgusto e il dispiacere per come Terry venne trattato. Nel frattempo, Rayner, infuriato, cercò i responsabili dell'accaduto e li punì severamente.
David incolpò sé stesso dell'accaduto, affermando che se fosse stato lì, le cose sarebbero andate diversamente. Terry rimase in coma finché non riacquisì conoscenza in ospedale. La sua memoria a lungo-termine venne danneggiata a causa del feroce pestaggio, e le sue ferite furono molto gravi. Tuttavia, con l'aiuto di David, di Jade e John Stewart, riuscì a guarire. Kyke, che si sentiva personalmente responsabile di quanto era accaduto, lasciò la Terra poco dopo il risveglio di Terry in ospedale.
Nonostante i genitori di Terry non approvavano che David uscisse con il loro figlio, Terry rimase determinato a portare avanti una relazione stabile con lui. Poco tempo dopo, Terry fu rilasciato dall'ospedale, e lui e David si trasferirono in un loro appartamento insieme. I genitori di Terry pregarono il figlio di ritornare a casa, anche se continuavano a rendere chiaro il fatto che non approvavano la sua sessualità. Nell'appartamento di David, Terry scoprì che un anello da Lanterna Verde comparve sul suo dito. Tuttavia, non ci furono comparse di lui che seguiva le orme del suo amico Kyle come supereroe. Si scoprì essere la volontà di Kyle sull'anello, con sé all'interno, perché volasse da Terry per salvargli la vita contro un confronto con un bigotto che lasciarono quasi morto.
Successivamente, Terry vendette la sua storia per farne un libro.
Terry ebbe un cameo in Ion: Guardian of the Universe n. 12, durante il funerale della madre di Kyle.

### Abilità
Terry ha talento per l'arte, l'organizzazione e l'adattamento alle situazioni. Il suo lavoro come internista alla striscia di fumetti mensile "City Dwellers" potrebbero garantirgli un posto nel giornalismo o nell'industria del fumetto.